# Аккудык (Павлодарская область)
Аккудык (каз. Аққұдық, до 2007 г. — Духовницкое) — село в Павлодарском районе Павлодарской области Казахстана. Входит в состав Луганского сельского округа. Код КАТО — 556053300.

## Население
В 1999 году население села составляло 373 человека (184 мужчины и 189 женщин). По данным переписи 2009 года, в селе проживало 153 человека (71 мужчина и 82 женщины).